# Formel 1-VM 1987
Formel 1-VM 1987 hade 16 deltävlingar som kördes under perioden 12 april-15 november. Förarmästerskapet vanns av brasilianen Nelson Piquet och konstruktörsmästerskapet av Williams-Honda.

## Vinnare
- Förare:  Nelson Piquet, Brasilien, Williams-Honda
- Konstruktör:  Williams-Honda, Storbritannien

## Grand Prix 1987
| Grand Prix                 | Datum        | Bana              | Vinnande förare | Vinnande tillverkare |   |
| -------------------------- | ------------ | ----------------- | --------------- | -------------------- | - |
| Brasiliens Grand Prix      | 12 april     | Jacarepagua       | Alain Prost     | McLaren-TAG          | * |
| San Marinos Grand Prix     | 3 maj        | Imola             | Nigel Mansell   | Williams-Honda       | * |
| Belgiens Grand Prix        | 17 maj       | Spa-Francorchamps | Alain Prost     | McLaren-TAG          | * |
| Monacos Grand Prix         | 31 maj       | Monte Carlo       | Ayrton Senna    | Lotus-Honda          | * |
| USA:s Grand Prix           | 21 juni      | Detroit           | Ayrton Senna    | Lotus-Honda          | * |
| Frankrikes Grand Prix      | 5 juli       | Paul Ricard       | Nigel Mansell   | Williams-Honda       | * |
| Storbritanniens Grand Prix | 12 juli      | Silverstone       | Nigel Mansell   | Williams-Honda       | * |
| Tysklands Grand Prix       | 26 juli      | Hockenheimring    | Nelson Piquet   | Williams-Honda       | * |
| Ungerns Grand Prix         | 9 augusti    | Hungaroring       | Nelson Piquet   | Williams-Honda       | * |
| Österrikes Grand Prix      | 16 augusti   | Österreichring    | Nigel Mansell   | Williams-Honda       | * |
| Italiens Grand Prix        | 6 september  | Monza             | Nelson Piquet   | Williams-Honda       | * |
| Portugals Grand Prix       | 20 september | Estoril           | Alain Prost     | McLaren-TAG          | * |
| Spaniens Grand Prix        | 27 september | Jerez             | Nigel Mansell   | Williams-Honda       | * |
| Mexikos Grand Prix         | 18 oktober   | Mexico City       | Nigel Mansell   | Williams-Honda       | * |
| Japans Grand Prix          | 1 november   | Suzuka            | Gerhard Berger  | Ferrari              | * |
| Australiens Grand Prix     | 15 november  | Adelaide          | Gerhard Berger  | Ferrari              | * |

## Stall, nummer och förare 1987
| Stall/Tillverkare      | Nummer | Förare                                 |
| ---------------------- | ------ | -------------------------------------- |
| AGS-Ford               | 14     | Pascal Fabre, Frankrike                |
| AGS-Ford               | 15     | Roberto Moreno, Brasilien              |
| Arrows-Megatron        | 17     | Derek Warwick, Storbritannien          |
| Arrows-Megatron        | 18     | Eddie Cheever, USA                     |
| Benetton-Ford          | 19     | Teo Fabi, Italien                      |
| Benetton-Ford          | 20     | Thierry Boutsen, Belgien               |
| Brabham-BMW            | 7      | Riccardo Patrese, Italien              |
| Brabham-BMW            | 7      | Stefano Modena, Italien                |
| Brabham-BMW            | 8      | Andrea de Cesaris, Italien             |
| Coloni-Ford            | 32     | Nicola Larini, Italien                 |
| Ferrari                | 27     | Michele Alboreto, Italien              |
| Ferrari                | 28     | Gerhard Berger, Österrike              |
| Ligier-Megatron        | 25     | Rene Arnoux, Frankrike                 |
| Ligier-Megatron        | 26     | Piercarlo Ghinzani, Italien            |
| Larrousse (Lola-Ford)  | 29     | Yannick Dalmas, Frankrike              |
| Larrousse (Lola-Ford)  | 30     | Philippe Alliot, Frankrike             |
| Lotus-Honda            | 11     | Satoru Nakajima, Japan                 |
| Lotus-Honda            | 12     | Ayrton Senna, Brasilien                |
| March-Ford             | 16     | Ivan Capelli, Italien                  |
| McLaren-TAG            | 1      | Alain Prost, Frankrike                 |
| McLaren-TAG            | 2      | Stefan "Lill-Lövis" Johansson, Sverige |
| Minardi-Motori Moderni | 23     | Adrián Campos, Spanien                 |
| Minardi-Motori Moderni | 24     | Alessandro Nannini, Italien            |
| Osella-Alfa Romeo      | 21     | Alex Caffi, Italien                    |
| Osella-Alfa Romeo      | 22     | Gabriele Tarquini, Italien             |
| Osella-Alfa Romeo      | 22     | Franco Forini, Schweiz                 |
| Tyrrell-Ford           | 3      | Jonathan Palmer, Storbritannien        |
| Tyrrell-Ford           | 4      | Philippe Streiff, Frankrike            |
| Williams-Honda         | 5      | Nigel Mansell, Storbritannien          |
| Williams-Honda         | 5      | Riccardo Patrese, Italien              |
| Williams-Honda         | 6      | Nelson Piquet, Brasilien               |
| Zakspeed               | 9      | Martin Brundle, Storbritannien         |
| Zakspeed               | 10     | Christian Danner, Tyskland             |

## Slutställning förare 1987
| Placering | Förare                        | Konstruktör     | Poäng |
| --------- | ----------------------------- | --------------- | ----- |
| 1         | Nelson Piquet                 | Williams-Honda  | 73    |
| 2         | Nigel Mansell                 | Williams-Honda  | 61    |
| 3         | Ayrton Senna                  | Lotus-Honda     | 57    |
| 4         | Alain Prost                   | McLaren-TAG     | 46    |
| 5         | Gerhard Berger                | Ferrari         | 36    |
| 6         | Stefan "Lill-Lövis" Johansson | McLaren-TAG     | 30    |
| 7         | Michele Alboreto              | Ferrari         | 17    |
| 8         | Thierry Boutsen               | Benetton-Ford   | 16    |
| 9         | Teo Fabi                      | Benetton-Ford   | 12    |
| 10        | Eddie Cheever                 | Arrows-Megatron | 8     |
| 11        | Jonathan Palmer               | Tyrrell-Ford    | 7     |
| 12        | Satoru Nakajima               | Lotus-Honda     | 7     |
| 13        | Riccardo Patrese              | Brabham-BMW     | 6     |
| 14        | Andrea de Cesaris             | Brabham-BMW     | 4     |
| 15        | Philippe Streiff              | Tyrrell-Ford    | 4     |
| 16        | Derek Warwick                 | Arrows-Megatron | 3     |
| 17        | Philippe Alliot               | Lola-Ford       | 3     |
| 18        | Martin Brundle                | Zakspeed        | 2     |
| 19        | Yannick Dalmas                | Lola-Ford       | 2     |
| 20        | Ivan Capelli                  | March-Ford      | 1     |
| 21        | Rene Arnoux                   | Ligier-Megatron | 1     |
| 22        | Roberto Moreno                | AGS-Ford        | 1     |

## Slutställning konstruktörer 1987
| Placering | Konstruktör            | Poäng |
| --------- | ---------------------- | ----- |
| 1         | Williams-Honda         | 137   |
| 2         | McLaren-TAG            | 76    |
| 3         | Lotus-Honda            | 64    |
| 4         | Ferrari                | 53    |
| 5         | Benetton-Ford          | 28    |
| 6         | Tyrrell-Ford           | 11    |
| =         | Arrows-Megatron        | 11    |
| 8         | Brabham-BMW            | 10    |
| 9         | Lola-Ford              | 3     |
| 10        | Zakspeed               | 2     |
| 11        | Ligier-Megatron        | 1     |
| =         | AGS-Ford               | 1     |
| =         | March-Ford             | 1     |
| 14        | Minardi-Motori Moderni | 0     |
| =         | Osella-Alfa Romeo      | 0     |
| =         | Coloni-Ford            | 0     |